# M4 (Ierland)
De M4 (Engels: Motorway M4/ Iers: Mótarbhealach M4) is een autosnelweg in Ierland met een lengte van 53 kilometer. De weg loopt van van Dublin naar Kinnegad. Het is een onderdeel van de nationale primaire weg N4. Het eerste deel van de snelweg (Leixlip-Kilcock) werd aangelegd in 1994. In 2005 opende het tolgedeelte Kilcock-Kinnegad. 